# Anemia oblongifolia
Anemia oblongifolia är en ormbunkeart som först beskrevs av Antonio José Cavanilles, och fick sitt nu gällande namn av Olof Peter Swartz. Anemia oblongifolia ingår i släktet Anemia och familjen Anemiaceae. Inga underarter finns listade.